# Acouphène
Tinnitus
 Mise en garde médicale
Un acouphène  (du grec ancien ἀκούω / akoúô, « entendre », et φαίνομαι / phaínomai, « apparaître »), tinnitus en anglais (« tintement, bourdonnement d'oreilles » en latin), est une sonnerie, un bourdonnement ou un autre son qui ne provient pas d’une source externe. Beaucoup de gens ressentent temporairement des acouphènes après avoir écouté de la musique à un volume élevé. Ce phénomène, dû au stress des cellules sensorielles, est souvent transitoire. Parfois, les acouphènes peuvent être persistants, surtout après une exposition répétée à de la musique ou à d’autres sons forts.
Les acouphènes persistants peuvent être un signe de lésions auditives. Cependant, de nombreux autres problèmes peuvent entraîner ou être associés à des acouphènes. En cas d’acouphènes persistants, il faut absolument consulter un médecin.
Les acouphènes persistants varient d'un individu à un autre : intensité, tonalité, quantité. Il n'existe aucun traitement efficace contre ces derniers. Les principales prises en charge proposées dont la thérapie sonore visent à atténuer la focalisation sur les sons handicapants.

## Description
Les acouphènes sont souvent liés à une pathologie, mais pas systématiquement, d'origine indéterminée et d'intensité qui peut être variable selon ou indépendamment de l'état de santé ou de fatigue de la personne qui y est sujette. Les acouphènes ne sont pas identiques entre les personnes, ils varient en intensité, en tonalité (grave, aigu) et en quantité (il peut y en avoir plusieurs : graves, aigus, bourdonnements, tintements, chuintements, sifflements, cliquetis, pulsations, etc.). Ils peuvent aussi être des voix sans signification ou des sortes de musiques répétitives (pas agréables car répétitives et lancinantes et qui viennent de la tête ou de l'oreille et non de l'extérieur)[réf. nécessaire].
Ils peuvent être permanents, intermittents, variables ou temporaires. On distingue différentes appellations en fonction de la tonie perçue par le sujet : le tintement, le bourdonnement, le chuintement, le sifflement, ou des sons purs comme des notes de musique. L'acouphène peut être unilatéral (ne concernant qu'une seule oreille) ou bilatéral. Le son peut sembler venir de l'intérieur de l'organisme ou de l'extérieur. Il n'a aucune signification et est réellement entendu par le sujet, ce qui le différencie des hallucinations (ce n'est pas réellement un bruit fantôme, acception souvent trompeuse).
La complexité de l'acouphène réside dans sa nature intrinsèquement subjective, rendant le diagnostic et l'évaluation difficiles. D’ailleurs, la description verbale du type de sons d'un acouphène varie énormément d'un individu à l'autre et est subjectif : il n'est perceptible que par le patient,.
Les cas graves sont assimilables à de véritables douleurs chroniques,. Le ou les bruits perçus peuvent avoir des niveaux divers. Selon les cas, les personnes atteintes peuvent endurer des bruits d'intensité plus ou moins élevée, allant d'un simple rasoir électrique à une tondeuse à gazon ou un turboréacteur. Ceux-ci peuvent s'accompagner de surdité, parfois d'hypersensibilité aux sons extérieurs (l'hyperacousie coprésente dans 40 % des cas) ou d'hyposensibilité (l'hypoacousie). Ils ne s'accompagnent généralement pas de lésions du tympan.
Bien qu'il n'existe pas toujours de cause unique, des recherches scientifiques mettent en lumière l'implication cruciale du noyau cochléaire dorsal (DCN) dans la génération et la perpétuation des acouphènes,,. Ce phénomène est lié à une hyperactivité neuronale dans cette région et à la plasticité mal adaptative du cerveau.

## Prévalence

### Prévalence dans la population générale
- Entre 12 et 30 % des personnes ont expérimenté l'acouphène pour plus de cinq minutes à un moment de leur vie[13].
- Au Canada, 37 % de la population générale rapporte avoir éprouvé des acouphènes, avec un taux plus élevé (46 %) chez les jeunes adultes âgés de 19 à 29 ans[14].
- L'acouphène est plus fréquemment rapporté chez les hommes que chez les femmes.
- La sévérité et la perception de l'acouphène augmente en fonction de l'âge[15].
- 3,7 millions de personnes en France souffriraient d'acouphènes fréquents, 12,3 millions d'acouphènes « de temps en temps »[16]
- Une enquête au Royaume-Uni en 1981 révélait que 17 % de la population souffrait d'acouphènes permanents d'intensité variable[17].

### Prévalence élevée dans les populations cliniques
Les conditions cliniques suivantes sont associées à une prévalence plus élevée de l'acouphène :
- Perte auditive (de transmission ou neurosensorielle)
- Otosclérose
- Maladie de Ménière
- Hyperacousie
- Problèmes d'articulation temporo-mandibulaire

### Prévalence chez les enfants
- La prévalence chez les enfants est rapportée entre 6 et 41,9 %[18].
 La prévalence de l'acouphène varie considérablement dans la population mondiale, et les estimations dépendent souvent de la définition de l'acouphène utilisée dans les études, ainsi que des caractéristiques démographiques de la population étudiée.

Plusieurs facteurs rendent difficile de mesurer la prévalence de l'acouphène :
- Subjectivité : L'acouphène est une expérience subjective, ce qui signifie qu'il ne peut pas être mesuré directement. La perception de l'acouphène varie grandement entre les individus en termes de hauteur, de volume et de détresse qu'il provoque, rendant sa catégorisation et sa quantification difficiles.
- Incohérence dans les définitions : Il n'existe pas de définition universellement acceptée de l'acouphène. Certaines définitions exigent que la perception du son soit continue, tandis que d'autres incluent les sons intermittents. De plus, il y a de la variabilité dans la durée qui constitue l'acouphène chronique (allant de trois à six mois).
- Biais de déclaration : Toutes les personnes qui éprouvent un acouphène ne chercheront pas d'aide médicale ou ne le signaleront pas dans les enquêtes, souvent parce que cela peut être léger ou temporaire. Cela peut conduire à une sous-estimation de sa prévalence.
- Variabilité dans la conception des études : Les différences dans les méthodologies d'étude, comme les techniques d'échantillonnage, les emplacements géographiques des populations étudiées et les groupes d'âge inclus, peuvent entraîner des taux de prévalence très variés.
- Comorbidités : L'acouphène est souvent associé à d'autres conditions, en particulier la perte auditive, et il peut être difficile d'isoler l'acouphène comme un sujet d'étude singulier sans considérer ces conditions connexes.
- Manque de tests objectifs : Il n'existe pas de tests objectifs pour confirmer la présence ou la gravité de l'acouphène, comme c'est le cas pour d'autres conditions médicales. Cela signifie que les études de prévalence reposent sur des données auto-déclarées, qui sont par nature variables et peuvent ne pas être fiables.

En raison de ces facteurs, les études épidémiologiques sur l'acouphène produisent souvent une gamme de taux de prévalence, et il est compris que les chiffres réels peuvent être influencés par les paramètres et définitions spécifiques utilisés dans chaque étude.

## Acouphène dans la population pédiatrique
Les enfants peuvent également vivre avec des acouphènes, en raison d’une perte auditive, d’un traumatisme crânien, de maladies (cytomégalovirus, rubéole, méningite), de l’exposition au bruit, d’ototoxicité (chimiothérapie) ou d’autres causes otologiques. Les acouphènes ne seraient pas rares chez l'enfant, mais les enfants se plaignent moins spontanément que leurs pairs adultes aux professionnels de la santé de leurs symptômes. Des explications adaptées au groupe d’âge de l’enfant sont des prérequis à la compréhension et gestion des acouphènes. Comme pour les adultes, du counseling, de la thérapie d'accoutumance à l'acouphène et des générateurs de bruits sont prouvés efficaces. Il y aurait de meilleures chances d’amélioration avec seulement du counseling, de l’éducation ou de la thérapie combinée, mais sans utilisation de médication.

## Causes principales
Les facteurs les plus fréquemment retrouvés sont un trouble de l'audition (dont la presbyacousie), une exposition prolongée à des niveaux sonores élevés ou à des bruits forts, un antécédent de traumatisme crânien ou un syndrome dépressif,. De plus, divers médicaments ont des effets ototoxiques, qui cumulés peuvent augmenter davantage les dommages causés par le bruit et favoriser l'apparition des acouphènes et la perte auditive. Bien que la cause physiologique ne soit pas encore élucidée, la recherche suggère qu'ils résultent de la tentative du cerveau pour compenser la perte d'audition (dans le cas de la destruction de cellules ciliées et de la cochlée) en augmentant son activité, ce qui engendre des douleurs fantômes ou douleurs de désafférentation (absence de sensations parvenant au cerveau), analogue à celles des membres fantôme, ces membres amputés que les personnes continuent à sentir. Le cerveau compense une surdité en présentant un son subjectif : l'acouphène. Ce processus suggère l'existence d'un mécanisme compensatoire. Il existe plusieurs hypothèses expliquant l'origine des acouphènes, l'une repose sur une dysfonction du système auditif central, une autre établit que ce mal est d'origine cérébrale, plus précisément au niveau du précuneus. Une cause génétique n'est pas exclue.
Les acouphènes sont souvent considérés comme la conséquence d'une perte auditive (anomalie d'audiogramme) qui trouverait son origine dans l'oreille interne. Cependant, il n'est pas rare de voir des normaux entendants (audiogramme correct) souffrant d'acouphènes. Cela s'expliquerait par le fait que chez eux, ce serait une altération du nerf auditif qui provoquerait les acouphènes, à la suite d'une hyperactivité du cerveau en conséquence.
On retrouve également les causes suivantes :
- Les traumatismes sonores (explosions, bruits du travail industriel, concerts, discothèques, feux d'artifice, etc.)[31]
- Les infections de l'oreille ou les blocages du canal auditif (comme un bouchon de cérumen) peuvent modifier la pression dans l'oreille et sont également connus pour causer ou aggraver l'acouphène.
- Les traumatismes de la tête ou du cou peuvent affecter l'oreille interne, les nerfs auditifs ou la fonction cérébrale liée à l'audition, causant souvent un acouphène unilatéral.
- Certains médicaments peuvent également causer ou aggraver l'acouphène, notamment les anti-inflammatoires non stéroïdiens (AINS), certains antibiotiques, chimiothérapie, diurétiques, antipaludéens et antidépresseurs.
- L'acouphène peut être un indicateur précoce de la maladie de Ménière, un trouble de l'oreille interne potentiellement causé par une pression anormale du fluide dans l'oreille interne.
- Les changements osseux de l'oreille, comme ceux observés dans l'otosclérose, peuvent affecter l'audition et sont une cause connue d'acouphène.
- Les spasmes musculaires dans l'oreille interne et les troubles du joint temporo-mandibulaire (TMJ) sont également associés à l'acouphène. En effet, certains acouphènes seraient dus à un dysfonctionnement de l'occlusion dentaire : les dents de la mâchoire supérieure ne « s'emboîtent » pas correctement avec les dents de la mâchoire inférieure. Cela se répercute sur l'articulation temporo-mandibulaire[32].
- Les tumeurs de la tête et du cou, comme le neurinome acoustique, peuvent provoquer de l'acouphène, tout comme les troubles des vaisseaux sanguins qui modifient la circulation du sang.
- Surdité subite;
- Barotraumatisme de l'oreille interne (accident de plongée sous-marine);
- Hydrops endolymphatique avec vertiges (maladie de Menière) ou sans, dysfonctionnement neurologique;

## Mécanismes pathophysiologiques
Les acouphènes sont des perceptions auditives et sont analysés par les centres auditifs, puis interprétés par les structures supérieures : le système nerveux à tous les niveaux et à des degrés variables est impliqué dans la genèse des acouphènes. Cela explique que, lorsque deux patients présentent des acouphènes similaires (de même origine avec la même perte auditive si elle existe, et les mêmes résultats aux épreuves psychoacoustiques), la perception douloureuse est différente, faible pour l'un et insupportable pour l'autre selon les spécialistes des acouphènes.
Les mécanismes pathophysiologiques de l'acouphène sont effectivement complexes et multifactoriels, mettant en jeu à la fois le système auditif et d'autres systèmes non auditifs.
- Dommages aux cellules ciliées : L'exposition à des sons forts ou à des substances ototoxiques peut endommager les cellules ciliées de l'oreille interne, entraînant des impulsions électriques aléatoires qui sont interprétées par le cerveau comme un son, même en l'absence de stimulus externe.
- Dysfonctionnement du système auditif central : Des anomalies dans les zones du cerveau responsables du traitement des sons peuvent contribuer à l'acouphène, notamment par des changements dans la manière dont le cerveau filtre et interprète les signaux auditifs.
- Hyperactivité neuronale : Une perte d'audition peut mener à une hyperactivité dans certaines régions du système auditif, résultant en la perception de sons internes.
- Plasticité neuronale : La perte d'audition peut aussi entraîner une restructuration ou réorganisation neuronale (plasticité neuronale) qui peut contribuer à l'acouphène.
- Déséquilibre neurochimique : Les changements dans les niveaux de neurotransmetteurs peuvent influencer l'activité neuronale dans les voies auditives et jouer un rôle dans l'acouphène.
- Interactions somatosensorielles : Des dysfonctionnements dans les systèmes somatosensoriels, comme ceux de l'articulation temporo-mandibulaire ou des tensions cervicales, peuvent être liés à l'acouphène.
- Facteurs psychologiques : Le stress, l'anxiété, et la dépression peuvent aggraver l'acouphène et y contribuer par des mécanismes de rétroaction qui affectent la perception et l'attention.
- Influences vasculaires et métaboliques : Les conditions affectant la circulation sanguine ou le métabolisme, comme l'hypertension ou le diabète, peuvent être associées à l'acouphène.

Il existe plusieurs hypothèses relatives aux mécanismes déclencheurs de l'acouphène, associées à diverses causes. Toutefois, l'hypothèse la plus largement acceptée dans la littérature scientifique est celle du gain central.
L'hypothèse du gain central dans le contexte de l'acouphène suggère que ce phénomène résulte d'une augmentation anormale de l'activité neuronale dans certaines régions du système auditif central. Cette théorie postule que, à la suite d'une perte auditive ou de dommages aux cellules ciliées de l'oreille interne, le cerveau compense la diminution des signaux auditifs en augmentant la sensibilité et l'activité des circuits neuronaux restants. Cette compensation, ou "gain central", peut conduire à la perception de sons internes tels que des bourdonnements ou des sifflements, caractéristiques de l'acouphène.
Selon cette hypothèse, l'acouphène serait donc le résultat d'un déséquilibre dans le système auditif, où le cerveau "suramplifie" les signaux internes en l'absence de stimuli auditifs suffisants. Cela peut se produire même en cas de légère perte auditive, souvent non détectée lors de tests auditifs standards, ce qui explique pourquoi de nombreuses personnes souffrant d'acouphène ont une audition apparemment normale.
La recherche sur cette hypothèse a mis en lumière le rôle crucial des mécanismes de plasticité neuronale et de la façon dont le cerveau réagit aux changements dans l'environnement sonore. Les traitements qui visent à réduire l'acouphène, comme la thérapie de réentraînement de l'acouphène (TRT) et certaines formes de stimulation sonore, travaillent à rééquilibrer ce gain central anormal et à réduire la perception des sons d'acouphène.
La coexistence avec une hyperacousie n'est pas rare.

## Catégories d'acouphènes
Les acouphènes peuvent être décrits selon plusieurs caractéristiques, dont leur durée, patron rythmique et leurs causes sous-jacentes.

### Acouphène subjectif
Un acouphène subjectif est la perception d'un son en l'absence de stimulus auditif et n'est entendu que par le patient. La plupart des acouphènes sont subjectifs.
L’origine des acouphènes subjectifs serait liée à une activité neuronale anormale dans le cortex auditif, soit le centre du traitement de l’information auditive. L’activité est anormale lorsqu’un des relais (cochlée, nerf acoustique, noyaux du tronc cérébral, cortex auditif) est perturbé ou lorsque le signal sonore en lui-même est modifié par un élément de l’oreille moyenne (bouchon de cérumen, otite, otosclérose, etc.).
Les facteurs les plus fréquemment retrouvés sont associés à:
- Pertes auditives
  - Exposition à des produits ototoxiques (certains antibiotiques, aspirine, diurétiques, aminosides, quinine, bêta-bloquants, anti-inflammatoires non-stéroïdiens et traitements de chimiothérapie, dont les plus toxiques sont à base de dérivés des sels de platine)[38].
  - Exposition au bruit
  - Liée à l’âge (presbyacousie)
- Causes otologiques
  - bouchon de cérumen ;
  - barotraumatisme de l'oreille interne (accident de plongée sous-marine);
  - otospongiose ;
  - hydrops endolymphatique avec vertiges (maladie de Menière) ou sans, dysfonctionnement neurologique ;
  - traumatisme sonore (explosions, bruits du travail industriel, concerts, discothèques, feux d'artifice, etc.) : 65 % des cas en FranceModèle:Réf. nécessaire ;
  - neurinome et/ou tumeur de l'angle ponto-cérébelleux ;
  - post-chirurgie (implant cochléaire, stapédienne, etc.)[39]
- Troubles de santé mentale
  - Anxiété, dépression, hallucinations auditives, psycho-somatisation, sensibilité électromagnétique, hypocondrie, etc.
  - grand état de fatigue généralisée ;
- Maladies
  - infection chronique ;
  - borréliose (dont maladie de Lyme) ;
  - carence en vitamine B12.
  - anémie sévère
  - insuffisance rénale chronique ;
  - Cytomégalovirus[40]
  - Méningite
  - Rubéole
- Traumas
  - Antécédent de traumatisme crânien (particulièrement après une fracture)
- Médicaments
  - Syndrome de sevrage aux benzodiazépines (après arrêt ou entre deux doses)[41]

### Acouphène objectif
Un acouphène objectif, ou somatosensoriel, correspond à une source sonore par des phénomènes physiologiques internes survenant près de l'oreille moyenne ou du corps. Ces sons peuvent être entendus avec un stéthoscope. Certaines personnes peuvent moduler en intensité et, plus rarement, en fréquence ou en latéralité leur acouphène, lors de mouvements volontaires de la face, du cou ou de la mâchoire,. Les acouphènes objectifs peuvent ressembler à des clics ou des sifflements. L'observation d'un tel acouphène, audible de l'extérieur, est en partie à l'origine de la découverte des otoémissions acoustiques par Kemp et Wilson.
Les facteurs les plus fréquemment retrouvés sont associés à, :
- Condition vasculaire
  - Dissection carotidienne ou vertébrale[46]
  - Dysplasie fibro-musculaire de la carotide interne[46]
  - Sténoses carotidiennes athéromateuses ou de l’axe vertébro-basilaire[46]
  - Turbulation sanguine de l’artère carotide
  - Athérosclérose
  - Malformations vasculaires
  - Anévrisme[47],[48],[49]
  - Hypertension intracrânienne
- Condition musculaire
  - Contractions musculaires de la tête et du cou
  - Contractions musculaires temporo-mandibulaires (p. ex. bruxisme)
- Trompe d’Eustache
  - Béance tubaire
  - Contractions de la Trompe d’Eustache[38]
- Tumeur
  - Tumeur vascularisée
  - Schwannome vestibulaire intra-cochléaire (neurinome acoustique)[46]
  - Paragangliome tympanique[46]
- Condition de l’oreille interne
  - Déhiscence des canaux semi-circulaires[50]
- Condition de l’oreille moyenne
  - Otospongiose[42]
  - Spasmes musculaires (myoclonie des muscles du voile du palais, syndrome tonique du muscle tenseur du tympan)

### Acouphène continu
Un acouphène continu, soit constant, a plus de chance d’impacter la qualité de vie.

### Acouphène intermittent
Un acouphène intermittent s’interrompt de façon sporadique. Un professionnel de la santé peut confirmer l’irrégularité d’apparition, afin d’investiguer adéquatement l’étiologie.

### Acouphène pulsatile
Certains acouphènes sont pulsatiles, sont synchronisés ou non avec le rythme cardiaque de la personne. L’acouphène pulsatile est généralement objectif, soit associé à une vibration ou un bruit intérieur. L’acouphène pulsatile est perturbant, mais il peut être guéri dans la majorité des cas,,.
L'acouphène synchrone au pouls est fréquemment associé à une cause cardiovasculaire ou un phénomène subjectif associé à une hausse de la vigilance au flux sanguin de l’oreille. L’acouphène qui est asynchrone au pouls est plus fréquemment associé à des causes musculaires (spasme, myoclonie ou tension),.

### Acouphène aigu
Acouphène persistant depuis moins de trois mois (ou six mois, la délimitation peut varier selon les auteurs).

### Acouphène chronique
Acouphène continu présent depuis au moins six mois.

### Acouphène idiopathique
Acouphène pour lequel toute cause organique a été exclue, à l'exception d'une perte auditive.

## Diagnostic
Un diagnostic est possible par un audiologiste ou médecin. Lorsqu’un patient rapporte un acouphène, les éléments suivants sont notés : le type de son (sifflement, bourdonnement, bruit blanc, etc.), la durée de celui-ci, l’oreille touchée, s’il s’agit d’un son constant ou intermittent et tous les facteurs aggravants ou calmants (position de la tête, déglutition, etc.). Si l’acouphène est intermittent, l’audiologiste ou le médecin doit vérifier si celui-ci est régulier et s’il a une fréquence similaire à celui du pouls ou sporadique. Une consultation en audiologie permet de déterminer l’état de la fonction auditive, les facteurs de risques et l’intensité subjective de l’acouphène perçu par le patient. Plus précisément, la perception des sons graves et aigus, l’intensité du volume et la possibilité de masquer les sons et l’inhibition résiduelle sont étudiées. Une consultation en audiologie, chez son médecin ou en ORL permet d’investiguer l’étiologie de l’acouphène.
Les acouphènes peuvent être un symptôme d'alerte de l'atteinte auditive, mais lorsqu'ils perdurent au-delà de quelques mois, ils constituent une véritable symptôme pouvant altérer la qualité de vie. Pour une fraction des patients atteints, ils représentent une véritable douleur chronique dite de désafférentation, par défaut d'afférence vers l'aire auditive du côté concerné.
Les acouphènes ne s'accompagnent pas obligatoirement de perte auditive (surtout lorsqu'ils restent à un niveau mineur). Ils peuvent être accompagnés de vertiges, d'autant plus s'ils sont dus à un traumatisme auditif.
Le symptôme reste subjectif et difficile à quantifier. Généralement, on peut, en émettant un signal sonore comparable à celui de l'acouphène, mesurer le niveau de décibels auquel le bruit émis émerge à l'audition, et ainsi le niveau de décibels de l'acouphène.

## Traitement
Il n'existe pas de traitement curatif universel des acouphènes, ceux-ci étant un symptôme d’une ou de plusieurs pathologies existantes. Parfois, le traitement de la condition peut réduire ou enlever l’acouphène, notamment dans les cas d’acouphènes objectifs. Si l'acouphène ne peut être guéri, il existe tout de même des alternatives permettant de mieux vivre avec.

### Counseling
Le counseling désigne un ensemble de pratiques diverses qui consistent à orienter, aider, informer ou traiter dans le but de mobiliser des ressources et capacités d’une personne pour faire face à ses problèmes, et ce par le biais d’une relation de type thérapeutique.
Le counseling a pour but d’aider les personnes à comprendre le fonctionnement du cerveau face à un acouphène (modèle neurophysiologique), d’apprendre des stratégies d'adaptation et de réduire le stress émotionnel associé aux acouphènes et/ou à l’hyperacousie. Les facteurs positifs et négatifs de la vie quotidienne sur les acouphènes peuvent également être explorés. Les informations sont neutres et permettent de démystifier les idées négatives associées à l’acouphène et d’établir des attentes réalistes.

### Générateurs de bruit
Des générateurs de bruit domestiques ou commerciaux permettent de masquer partiellement ou entièrement l’acouphène, afin de réduire l’attention de la personne sur celui-ci. Des bruits dits masquants (bruit blanc, rose, calculé, etc.) peuvent être utilisés, ainsi que des sons environnementaux avec des générateurs de bruits domestiques, tels qu’un ventilateur, un CD, une fontaine d’eau, des purificateurs d’air, etc. Des appareils commerciaux peuvent aussi être efficaces, notamment pour les personnes souffrant d’insomnie à cause de leur acouphène (oreiller avec haut-parleur, haut-parleur pour oreiller, bandeau avec haut-parleurs, écouteurs, etc.).
Des générateurs de bruits dans le canal auditif placé derrière le pavillon de l’oreille, comme des appareils auditifs, existent également pour les personnes n’ayant pas de pertes auditives, mais qui souhaitent un usage quotidien du bruit de masque adapté à leur acouphène.
Une utilisation d’un générateur de bruit seul semblerait plus efficace que de la médication seule, du counseling seul ou l’absence de traitement. Chez des personnes ayant une perte auditive et un acouphène, l’utilisation de prothèses auditives ou d’un programme combiné (générateur de bruit et amplification sonore) aurait eu des effets positifs ou aucun changement notable.
Selon une étude de 2018, la thérapie sonore avec des bruits blancs et ses variants non structurés aurait des effets néfastes à long terme sur la plasticité cérébrale, le système auditif, l’audition et les acouphènes, selon des modèles animaux. Par contre, les dommages des générateurs de bruit sur l’audition chez les humains n’ont pas été observés dans la littérature scientifique. De plus, cette étude mentionne uniquement les bruits blancs, alors que des bruits environnementaux sont également disponibles pour soulager les acouphènes, en plus de proposer peu d’autres alternatives validées.

### Thérapie sonore
La thérapie sonore, TRT (tinnitus retraining therapy) ou TAH (thérapie acoustique d'habituation) consiste à réduire le dérangement causé par l’acouphène en combinant du counseling et de l’enrichissement sonore. Selon le modèle de Jastreboff (1998), les personnes sont d’abord classées en groupes selon la sévérité de leurs symptômes, comme suit :
| Type 0 | Symptômes minimes                                            |
| Type 1 | Acouphène seul                                               |
| Type 2 | Acouphène et perte auditive                                  |
| Type 3 | Hyperacousie                                                 |
| Type 4 | Hyperacousie et acouphène aggravés par l’exposition au bruit |

La TRT se base sur l’habituation, afin de réduire les dépends du réflexe (subcortical) qui crée le stress (système limbique). Le rôle du bruit n’est alors pas de masquer complètement l'acouphène, mais de :
- Diminuer l’activité neuronale liée à la perception de l’acouphène par rapport à celle de sons environnementaux
- Diminuer l’état de vigilance et d’alerte du cerveau attentionnel face à l’acouphène
- Réduire le gain central, soit la l’hypersensibilité du système auditif à l’acouphène

### Aides auditives
La perte auditive est une des causes les plus fréquentes associées aux acouphènes. Les prothèses auditives amplifient les sons environnementaux et la parole. Ainsi, les prothèses auditives consistent habituellement en la première intervention chez les individus ayant une perte auditive et un acouphène, car ils permettent ce qui permet de masquer partiellement l’acouphène ou d’être une forme de distraction. Les prothèses auditives utilisent un programme générateur de bruit intégré, qui peut être adapté à la fréquence et l’intensité de l'acouphène de l’individu.
Les implants cochléaires, qui permettent de stimuler directement la cochlée dans les cas de surdité de degré sévère à profond, permettent aussi d’améliorer les acouphènes, mais des cas d’aggravations existent également.

### Thérapie cognitivo-comportementale
La thérapie cognitivo-comportementale (TCC) est un bref traitement psychologique offert pour identifier et modifier des pensées (cognition) et des comportements mal adaptés, dans le but de restructurer pour améliorer l’humeur de l’individu. Pour ce qui est des acouphènes, la TCC utilise une approche de réduction des stratégies d’évitement (cognitive) et de désensibilisation (behavioriste). Les personnes sont encouragées à contrôler leur attention, à se concentrer sur des images ou sons plaisants, à pratiquer de la relaxation musculaire progressive et autres. La TCC ne change pas l’intensité subjective de l'acouphène pour l’individu, mais permet d’améliorer les stratégies de coping et le bien-être de l’individu,.
D’autres types de thérapies peuvent être envisagées pour la prise en charge des acouphènes (groupes de discussion, méditation pleine-conscience, relaxologie, psychothérapie, thérapie analytique cognitive, thérapie émotive-comportementale rationnelle, psychanalyse, musicothérapie, sophrologie, etc.).

## Traitements médicaux

### Médicaments
Il n’y a aucune médication qui a été prouvée efficace. Afin de soulager les symptômes anxio-dépressifs et l’insomnie fréquemment associés aux acouphènes, des anxiolytiques et antidépresseurs sont fréquemment prescrits, avec une efficacité en dessous des attentes. Ces médicaments ne devraient pas être prescrits d’emblée aux personnes ayant des acouphènes non dérangeants. Des médicaments contre les acouphènes comprennent les vasodilatateurs et les anticonvulsants avec une efficacité non démontrée. Certains antiépileptiques, qui atténuent plus ou moins ces douleurs centrales, permettent de retrouver le sommeil et de passer le cap difficile des premiers mois. Les antidépresseurs ne sont pas efficaces sur les acouphènes eux-mêmes, mais peuvent améliorer une dépression associée. L'utilisation du cannabis est courante chez les patients souffrant d'acouphènes, et des utilisateurs actuels déclarent que cela contribuerait à atténuer leurs symptômes. Divers médicaments sont actuellement utilisés dans le traitement des acouphènes, notamment des anesthésiques, des antiarythmiques, des anticonvulsivants, des antidépresseurs, des antihistaminiques, des antipsychotiques, des anxiolytiques, des inhibiteurs calciques, des antagonistes cholinergiques, des antagonistes NMDA, des relaxants musculaires, des vasodilatateurs et des vitamines, en outre, les médicaments utilisés pour traiter d'autres maladies, ainsi que les aliments et autres substances ingérées, peuvent provoquer des acouphènes indésirables.

### Stimulation du nerf vague
La stimulation du nerf vague pour traiter l'acouphène peut ne pas être efficace pour tous les patients en raison de la complexité et de la variabilité des causes de l'acouphène. Certains patients peuvent bénéficier de cette approche en raison de sa capacité à moduler l'activité cérébrale et à réduire l'hyperactivité dans certaines régions du cerveau, d'autres peuvent ne pas ressentir d'amélioration significative due à des différences dans la pathologie de leur acouphène ou en raison de la réponse individuelle à la thérapie. Cependant, cette méthode est basée sur la réorganisation tonotopique corticale causée par l’acouphène, ce qui n’a pas encore été observé et démontré chez les humains.
La stimulation du nerf vague chez les animaux aurait permis de supprimer des acouphènes induits par une exposition au bruit, mais les résultats n’ont jamais pu être reproduits par d'autres groupes indépendants de chercheurs.
En 2021, une revue de la littérature scientifique a indiqué que, parmi les 9 études utilisant la stimulation transcutanée du nerf vague, les risques de biais étaient trop importants pour conclure aux bénéfices de cette thérapie qui semblent réduire l’intensité des acouphènes. Plusieurs types de stimulations transcrâniennes électriques existent, mais le manque de données probantes empêche leur utilisation en clinique pour les acouphènes.

### Stimulation magnétique transcrânienne
La stimulation magnétique transcrânienne (TMS) est une méthode non invasive de modulation de l’activité cérébrale. Elle interagit avec l’activité neuronale dysfonctionnelle, qui serait liée à la perception des acouphènes. Une revue de la littérature en 2015, analysant 19 articles utilisant la TMS de basse fréquence, conclut un effet favorable modéré et temporaire sur les acouphènes chroniques, mais encourage davantage de recherches avec des cohortes plus grandes et des suivis au long terme.
La réussite de la TMS dépend de plusieurs facteurs, y compris la localisation précise de la stimulation, les paramètres de traitement, et la spécificité du type d'acouphène. La TMS pourrait ne pas cibler efficacement la cause spécifique de l'acouphène chez tous les patients.

### Médecine alternative
L’acupuncture semblerait ne pas être plus efficace qu’un placebo, ou au mieux offrir des bénéfices à court terme uniquement.
L’homéothérapie n’aurait pas montré de différence entre le groupe traité avec des préparations homéopathiques (salicylate, ascaridole, conine, quinine) et le groupe placebo.
L’hypnose aurait peu d’effet pour traiter les acouphènes, mais pourrait présenter des bénéfices à certaines personnes en offrant dans un état complet de relaxation et de bien-être.
Les ultrasons auraient montré des signes d’amélioration subjectifs supérieurs au placebo, mais ces résultats n’ont pas pu être reproduits.

### Mode de vie
Chez 0,5-1 % de la population, les acouphènes sont intolérables, allant jusqu'à une forte détérioration de la vie quotidienne, de la concentration et du sommeil et imposant une prise en charge. En clinique, la qualité de vie est évaluée à l’aide de plusieurs questionnaires : le Tinnitus Functional Index (TFI), le Tinnitus Handicap Inventory (THI) et le Tinnitus Questionnaire (TQ). Le TFI et le THI sont disponibles également en français. De plus, le stress peut mener à un acouphène et l’acouphène engendre également un stress, qui exacerbe les acouphènes. On se retrouve donc ici dans un cercle vicieux. Parallèlement, la gêne occasionnée par des acouphènes focalise l'attention sur eux, attention qui soutient cette gêne. Pour sortir de ce cercle vicieux, il est nécessaire d'éviter le silence (par exemple avec une musique relaxante, l'utilisation de bruits blancs étant par contre déconseillée comme traitement par des chercheurs), de ne pas s'isoler et développer ses contacts extérieurs. Le but est donc d'essayer de vivre « avec ses acouphènes » dans l'attente de traitement efficace.

### Hygiène et alimentation
Puisque le stress peut être une des causes d’acouphène ou mener à une augmentation de son intensité, il est recommandé d’avoir une bonne hygiène de vie et essayer de réduire les événements stressants. De plus, il est important de se protéger contre les bruits forts ou éviter ceux-ci, car ils endommagent l’oreille interne à long terme, voire à court terme.
Certaines habitudes alimentaires semblent limiter les acouphènes. Ainsi, selon une étude réalisée chez des dizaines de milliers de femmes, celles qui consomment le plus de café semblent être les moins sujettes à des acouphènes. Par ailleurs, une autre étude montre que chez des consommateurs réguliers de caféine, l'abstinence de la caféine n'est pas efficace contre les acouphènes, et pourrait même entraîner une amplification du phénomène. Dans les autres produits à valoriser, on retrouve les sources d’oméga-3 comme le poisson, les fruits et légumes riches en vitamine A, C, D ou E (aide à réduire les lésions de l’oreille) et les aliments riches en zinc ou en magnésium (permet la protection des osselets) comme les fruits secs. Les canneberges et la camomille sont deux aliments également à considérer respectivement pour leurs effets sur la pression artérielle et le sommeil (réduire la fatigue et faciliter la relaxation respectivement).

## Prévention
Les traumatismes auditifs, étant une des causes d'acouphènes, il est important de les éviter. Des réglementations existent qui limitent le volume sonore dans les lieux publics (105 dB en France, 90 dB en Belgique) et celui des baladeurs (100 dB en France).
Au niveau individuel, il est possible d'utiliser des bouchons avec filtre, moulés ou non. Une protection auditive (casque ou bouchons de mousse) doit être utilisée lorsqu'on se sert d'un outil électrique bruyant (meuleuses, disqueuses, ponceuses, etc.), en particulier dans un lieu clos, comme une cave. Il suffit de quelques minutes à un niveau sonore trop élevé pour abîmer les cellules ciliées de l'oreille interne et provoquer un acouphène définitif. À ce sujet, le Royaume-Uni a engagé des campagnes de prévention. En France, le respect de la législation et le seuil acceptable de décibels sont souvent bafoués et ne sont pas vérifiés dans les lieux publics (notamment dans les discothèques, pubs et concerts). La recherche dans ce domaine reste balbutiante, faute de moyens financiers et humains[réf. nécessaire].
Certains groupes sont conseillés de porter des bouchons d'oreilles pour éviter le risque d'acouphènes, notamment ceux causés par une surexposition à des bruits forts tels que le bruit du vent pour les motocyclistes.Cela inclut le personnel militaire, les musiciens, les DJs, les travailleurs agricoles, et les travailleurs de la construction, car les personnes dans ces professions présentent un risque plus élevé par rapport à la population générale.
Comme une exposition à des bruits forts peut causer un acouphène, il est important de considérer le volume dont on écoute de la musique. C’est d’autant plus important lors de l’écoute dans un milieu bruyant, comme l’autobus ou le métro, car on a tendance à augmenter le volume pour masquer le bruit. Pour éviter cela, il est possible d’utiliser des écouteurs qui réduisent le son environnant (noise cancelling) ou de mettre son à un niveau confortable avant d’aller dans ces environnements. Un acouphène temporaire à la suite d’une activité bruyante est comme un signal d’alarme qui nous informe qu’on y est allé trop fort et qu’il faut faire attention.
Pour les personnes atteintes d'acouphène chronique, une attitude habituelle consiste à ne pas écouter ce bruit ; il s'agit du principe de l'évitement qui empêche l'esprit de rentrer dans un cercle infernal pouvant conduire à un état dépressif.
Le problème est aussi connu des musiciens dont l'activité avec des écouteurs est commune. C'est par exemple le cas de Phil Collins, du guitariste des Who Pete Townshend, d'Ozzy Osbourne, Danny Elfman, Barbra Streisand, Eric Clapton et de beaucoup d'autres musiciens.

## Acouphéniques célèbres
- Hippocrate[104]
- Phil Collins[105]
- Chris Martin[106]
- Angèle qui a composé la chanson J'entends pour parler de ses acouphènes et de l'impossibilité de les guérir[107]
- Ludwig van Beethoven[108].
- Jean-Jacques Rousseau[109]

#### Bases de données et dictionnaires
- Ressources relatives à la santé :   - Classification internationale des soins primaires
  - DiseasesDB
  - ICD-10 Version:2016
  - ICD9Data.com
  - Medical Dictionary for Regulatory Activities Terminology
  - Medical Subject Headings
  - MedlinePlus
  - NCI Thesaurus
  - PatientLikeMe
  - WikiSkripta
- Notices dans des dictionnaires ou encyclopédies généralistes :   - Britannica
  - Brockhaus
  - Den Store Danske Encyklopædi
  - Gran Enciclopèdia Catalana
  - Nationalencyklopedin
- Notices d'autorité :   - BnF (données)
  - LCCN
  - GND
  - Japon
  - Espagne
  - Israël
  - Tchéquie